# Зоммер, Иоганнес Цахеусович
Иога́ннес Цахеу́сович Зо́ммер (нем. Johannes Zachäus Sommer; 24 июня 1922, Золотурн (Витман), Марксштадтский кантон, Трудовая коммуна немцев Поволжья, Саратовская губерния, РСФСР — 11 августа 2008, Германия) — советский и российский скульптор, заслуженный художник России (1997), Член Союза художников СССР (1975).

## Биография
Родился 24 июня 1922 года в селе Золотурн (Витман) Трудовой коммуны немцев Поволжья в семье крестьян. Его родители — Цахеус Александрович Зоммер (1895—1942) и Катарина Генриховна Ульман, его брат — Александр Цахеусович Зоммер (1925—2012). Окончив школу-девятилетку, поступил на подготовительные курсы в Саратовское художественное училище.

В 1941 году с семьёй был депортирован на Алтай. В 1942 году мобилизован в трудовую армию, работал на лесозаготовках и лесосплаве в Молотовской области (ныне Пермский край). С 1947 года — художник-оформитель, одновременно радист и киномеханик в Тальменском леспромхозе. До 1947 работал в Трудовой армии лесорубом, сплавщиком леса. С 1951 по 1960 гг. руководил изостудией при Доме пионеров. В 1958 году заочно окончил Всесоюзный народный университет искусств им. Н. К. Крупской. Об этом периоде жизни Зоммера исследователь его творчества Т. М. Степанская пишет следующее:
Деятельная и оптимистичная натура И. Зоммера побуждала его к активному участию в общественной жизни, а тяга и любовь к творческому труду обращали к самосовершенствованию и учёбе… Ответственно и целеустремлённо учился И. Зоммер заочно во Всесоюзном заочном народном универститете им. Н. Крупской под руководством педагога Л. А. Зонненшталь, внимательно выполняя её задания по рисунку и живописи, учитывая профессиональные рекомендации и рецензии на свои учебные наброски, рисунки и этюды. В 1958 году народный университет искусств был успешно окончен.
Затем до 1973 года занимался культурно-просветительской работой в клубе тальменского лесозавода и вёл уроки рисования и черчения, а также кружок резьбы по дереву в Тальменской средней школе № 2.
В 1991 году И. Ц. Зоммер стал членом учреждённого решением Алтайского крайисполкома № 266 от 24 июня 1991 года «Алтайского краевого центра немецкой культуры», где занимался оказанием помощи в подготовке и проведении мероприятий.  
С 1956 года участвовал в краевых, зональных, республиканских и всесоюзных художественных выставках, проводил персональные выставки в Барнауле (1997 и 1998 годы). В 1984 году сформировал первую передвижную выставку и показал её во многих населённых пунктах Алтайского края. В 1985 году работы Иоганнеса Зоммера были представлены на Всесоюзной выставке «Мир отстояли, мир отстоим», посвящённой 40-летию Победы в Великой Отечественной войне. В 1986—1989 годах скульптор трудился над созданием монумента «Защитники Родины» для райцентра Панкрушиха. В этот же период художник сформировал вторую персональную передвижную выставку «Портрет в творчестве И. Зоммера». В 1993 году скульптор проводил свою персональную выставку в Германии — в городе Фульда. 19 февраля 2008 года в Германии И. Ц. Зоммер провёл свою последнюю персональную выставку. С 1973 года работал скульптором Алтайского отделения Художественного фонда РСФСР в Барнауле. Создал в городах и сёлах Алтайского края 14 мемориальных комплексов и сооружений воинам, погибшим в Великой Отечественной войне и Гражданской войне 1917—1922 годов.
В 1970 году И. Ц. Зоммеру были вручены медаль «За доблестный труд. В ознаменование 100-летия со дня рождения В. И. Ленина» и диплом 1-й степени Министерства культуры РСФСР. В 1975 году стал членом Союза художников СССР. В 1995 году за участие во Всероссийской художественной выставке скульптор был награждён юбилейной медалью «50 лет Победы в Великой Отечественной войне 1941—1945 гг.». Указом Президента Российской Федерации от 22.01.1997 г. «О награждении государственными наградами Российской Федерации» за заслуги перед государством, большой вклад в укрепление дружбы и сотрудничества между народами, многолетнюю плодотворную деятельность в области культуры и искусства Иоганнес Зоммер удостоен звания «Заслуженный художник Российской Федерации».
В 2003 году вместе с семьёй переехал в Германию.
11 августа 2008 года Иоганнес Цахеусович Зоммер в возрасте 86 лет скончался.

## Личная жизнь
Иоганнес Зоммер вспоминает:
В 1948 году я и учительница начальных классов Просекова Евдокия Кирилловна влюбились друг в друга. Наша любовь преследовалась педагогическим коллективом и сельским советом. Нам было запрещено любить друг друга из-за того, что я был немцем.
Однако, несмотря на «преследования» со стороны педколлектива школы и сельсовета Тальменки, Иоганнес и Евдокия вступили в брак, от которого родились два сына — Владимир и Евгений.

## Оценки творчества
Тема Великой Отечественной войны была ведущей в творчестве Иоганнеса Зоммера. Для увековечения памяти погибшим воинам-землякам скульптор создал на территории края мемориальные комплексы и бюсты героев войны.
Изучению творчества И. Ц. Зоммера большое внимание уделила доктор искусствоведения, почётный профессор Алтайского государственного университета Татьяна Михайловна Степанская. Она отмечала, что «творчество Заслуженного художника РФ И. Ц. Зоммера — самобытное явление в художественной культуре Алтая. Оно нашло широкое общественное признание и уважение». Также она отмечала, что «И. Ц. Зоммер рассматривает скульптуру как материальное воплощение идеи. Его общественный и творческий темперамент находил выход в мемориальных ансамблях». Во вступительной статье к альбому «Скульптор Иоганнес Зоммер» профессор пишет: «В человеческой судьбе И. Зоммера, словно в ярком луче солнца, преломились и чётко обозначились сложные периоды в истории двух народов — русского и немецкого».

## Работы

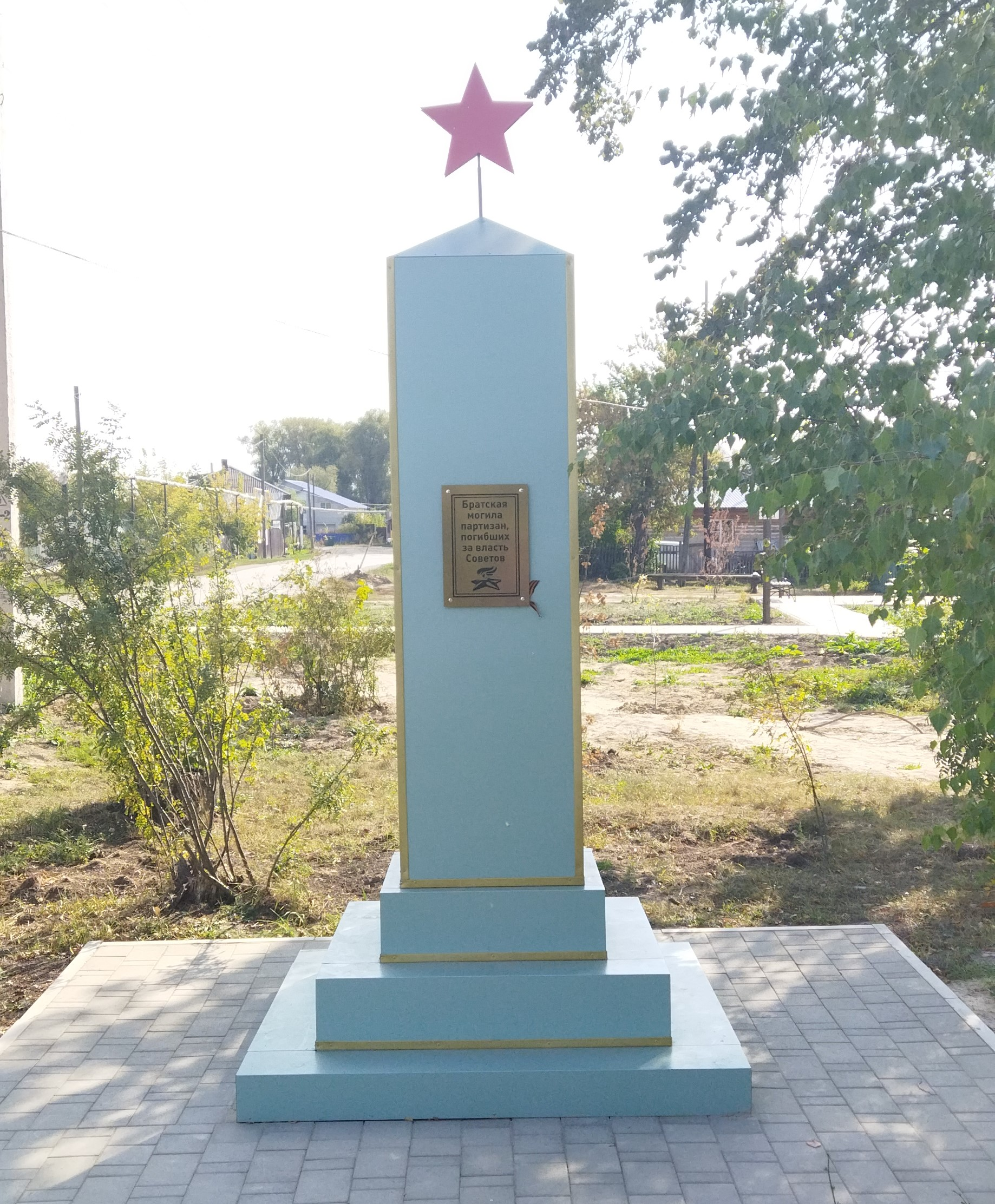
Братская могила партизан, погибших за власть Советов в Тальменке

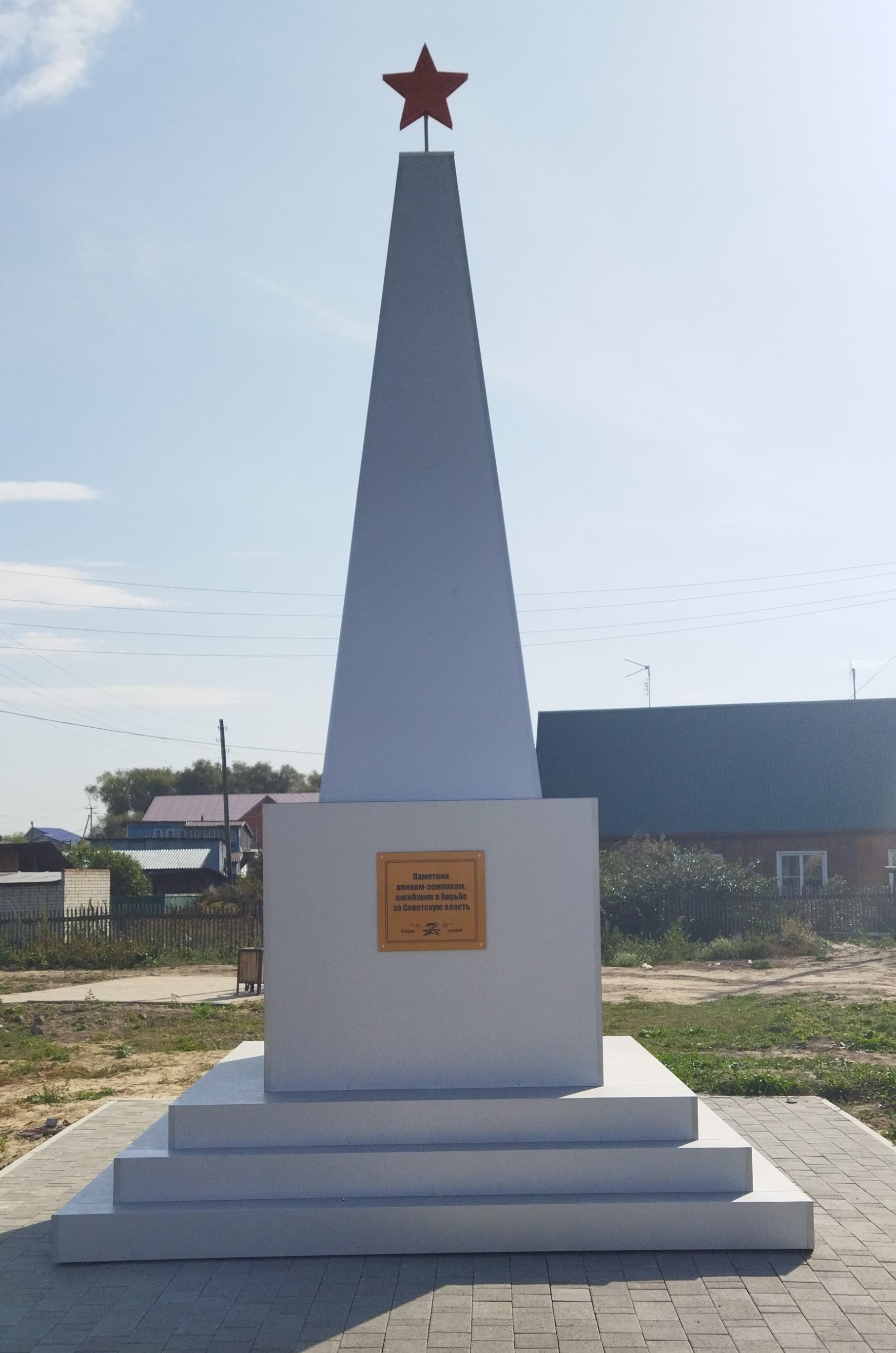
Памятник воинам-землякам, погибшим в борьбе за Советскую власть

Сам Иоганнес Зоммер в интервью неоднократно отмечал, что создал 14 памятников. Исследователю творчества И. Ц. Зоммера Светлане Язовской удалось выяснить, что им было создано 25 мемориалов. Вот некоторые из них:
- Памятник воинам-землякам, погибшим в годы Великой Отечественной войны 1941—1945 гг. в с. Новоперуново (1967—1968).
- Портрет скульптора В. Воронцова (гранит, 1969)[8].
- Братская могила партизан, погибших в борьбе за власть Советов в р. п. Тальменка (дерево, кирпич, 1970)[9].
- Памятник дружбы русского и белорусского народа «Алтай-Хатынь» (красный кирпич, 1972)[10].
- Мемориал воинам-землякам, погибшим в годы Великой Отечественной войны в р. п. Тальменка (1978)[11].
- Аллея Славы с бюстами тальменцев, удостоенных звания «Герой Советского Союза» в р. п. Тальменка (1978)[11].
- Бюст ткачихе Т. М. Журавлёвой (бронза, 1982)[12].
- Двухфигурная композиция «Детство» в г. Барнаул (медь, 1983)[8].
- Мемориальный комплекс, посвящённый воинам-землякам, павшим в годы Гражданской и Великой Отечественной войн в с. Панкрушиха (медь, гранит, 1984)[8].
- Композиция «Памяти жертв репрессий» (алюминий, 1990)[8].
- Памятник поэту и писателю Э. Каценштейну (красный гранит, литьё, алюминий, медь, 1994)[2].
- Портретная галерея образов современников:
  - детского поэта А. Крамера (гипс тонированный, 1996);
  - художника М. Я. Будкеева (алюминий, медь, 1998)[2].

- Бюст доярке Марии Деханд (медь)[12].
- Памятник воинам-землякам, погибших в борьбе за Советскую власть в р. п. Тальменка (дерево, кирпич)[9].
- Памятник воинам-землякам, погибшим в годы Великой Отечественной войны, 1941—1945 гг. в с. Курочкино (гранит)[3].
- Полуфигурный портрет разведчика М. Ассельборна[6].

## Награды и звания
- Медаль «За доблестный труд. В ознаменование 100-летия со дня рождения В. И. Ленина» (1970)
- Диплом 1-й степени Министерства культуры РСФСР (1970)
- Член Союза художников СССР (1975)
- Юбилейная медаль «50 лет Победы в Великой Отечественной войне 1941—1945 гг.» (1995)[6]
- Заслуженный художник Российской Федерации (1997)
- Знаки «Отличник культурного шефства над селом» и «Отличник культурного шефства над Вооружёнными силами» (1984)[4][13]

### Комментарии
1. ↑  ныне — Золотовка в Марксовском районе Саратовской области.